# 加藤佳男
加藤 佳男（かとう よしお、本名同じ、1954年4月4日 - ）は、日本の俳優、劇団俳優座所属。東京都出身。

## 経歴
- 劇団俳優座1977年入団

## 舞台
- 劇団キンダースペース『プラトーノフ』
- 気骨の判
- 野がも[1]
- セチュアンの善人[2]

## 出演

### テレビドラマ
- 仮面ライダーBLACK RX（1988年）第8話
- 特警ウインスペクター（テレビ朝日）
- 特捜ロボ ジャンパーソン（1993年8月29日 テレビ朝日）- 鳴海圭一 役
- 月曜ドラマスペシャル「冤罪II」（TBS)
- スペシャルドラマ「坂の上の雲」第6話 （2011年、NHK）
- 刑事の証明2（2012年、テレビ東京）
- 月曜ゴールデン「魔性の群像 刑事・森崎慎平2」（2014年、TBS） - 内藤宗孝 役

### 吹き替え
- 太平洋作戦

### ミュージカル
- 夢色キャスト(2018年、AiiA 2.5 Theater Tokyo) - 菅原雅文 役